# Warner Bros. Discovery EMEA
Warner Bros. Discovery EMEA (anteriormente Turner Broadcasting System Europe) é a empresa que administra e opera os canais e redes em toda a Europa, África e Médio Oriente. Ela opera as seguintes marcas: CNN Internacional, Boomerang, TCM, TNT, Cartoon Network, Boing, TruTV e Cartoonito. A disponibilidade dessas marcas depende de qual país da Europa que o espectador ver. As marcas mais disponíveis incluem CNN e TCM.

## Canais
Infanto-juvenil
*Somente no Reino Unido e Irlanda
- Boing
  - Itália
  - Espanha
  - África
- Boomerang
  - Europa Central e Oriental
  - Europa/Oriente Médio/África
  - França
  - Alemanha
  - Itália
  - Holanda
  - Nórdico
  - Reino Unido e Irlanda
  - Turquia
- Cartoon Network
  - Cartoon Network (Reino Unido e Irlanda)
  - Cartoon Network+1*
  - Cartoon Network (Portugal)
  - Cartoon Network (Polónia)
  - Cartoon Network (Turquia)
  - Cartoon Network (Itália)
  - Cartoon Network (Bulgária)
  - Cartoon Network (Grécia)
  - Cartoon Network (Rússia)
  - Cartoon Network (Alemanha)
  - Cartoon Network (França)
  - Cartoon Network (Países Baixos)
  - Cartoon Network Árabe
  - Cartoon Network (Chipre e África)
  - Cartoon Network (Nórdico)
  - Cartoon Network (Europa Central e Oriental)
- Cartoonito
  - Portugal
  - Reino Unido
  - Itália

Variadades
*Somente no Reino Unido e Irlanda
- NonStop Television
- Mezzo TV
- Showtime Scandinavia
- Silver Star! Scandinavia
- Türk
- TruTV*

Filmes e Séries
*Somente na Alemanha
- TNT
- TCM
- TCM 2
- TNT Film*
- TNT Serie*

Notícias
- CNN International

### Portugal
- CNN
- Cartoon Network
- Cartoonito